# 福岡トンネルコンクリート塊落下事故

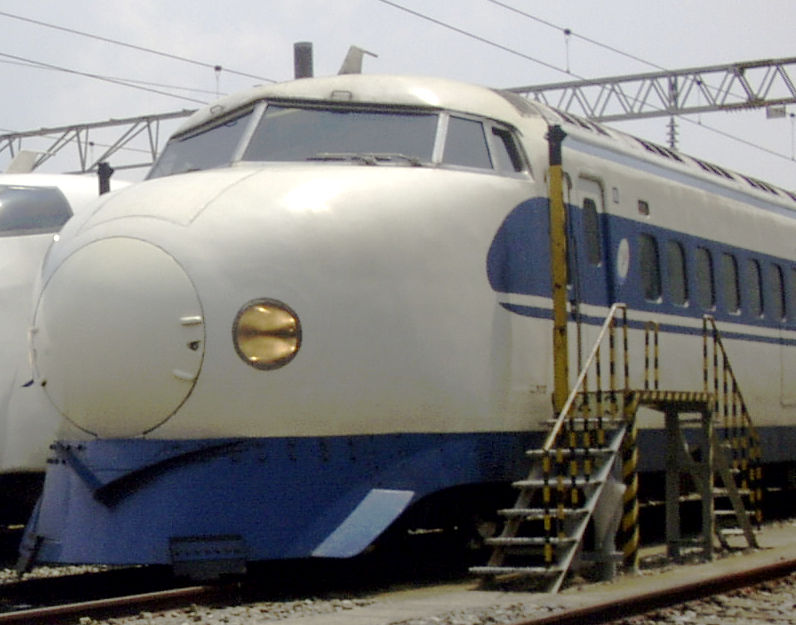
事故車両と同系列の車両

福岡トンネルコンクリート塊落下事故（ふくおかトンネルコンクリートかいらっかじこ）は、1999年（平成11年）6月27日に福岡県糟屋郡久山町の山陽新幹線（JR西日本）・福岡トンネル（全長8,488 m）で起きた、トンネルの覆工コンクリートの一部が剥落して走行中の「ひかり351号」を直撃した鉄道事故である。車両の脱線転覆などには至らず、人的被害は出なかったものの、ダイヤを大きく混乱させて十数万人の乗客に影響を与えることになった。同時期に鉄筋コンクリート橋の中性化によるコンクリート片剥落事故や公団住宅の塩害によるコンクリート剥落事故などが相次いだことも相まって、コンクリートの品質に対する社会的な不安をもたらす事故となった。

## 事故経緯

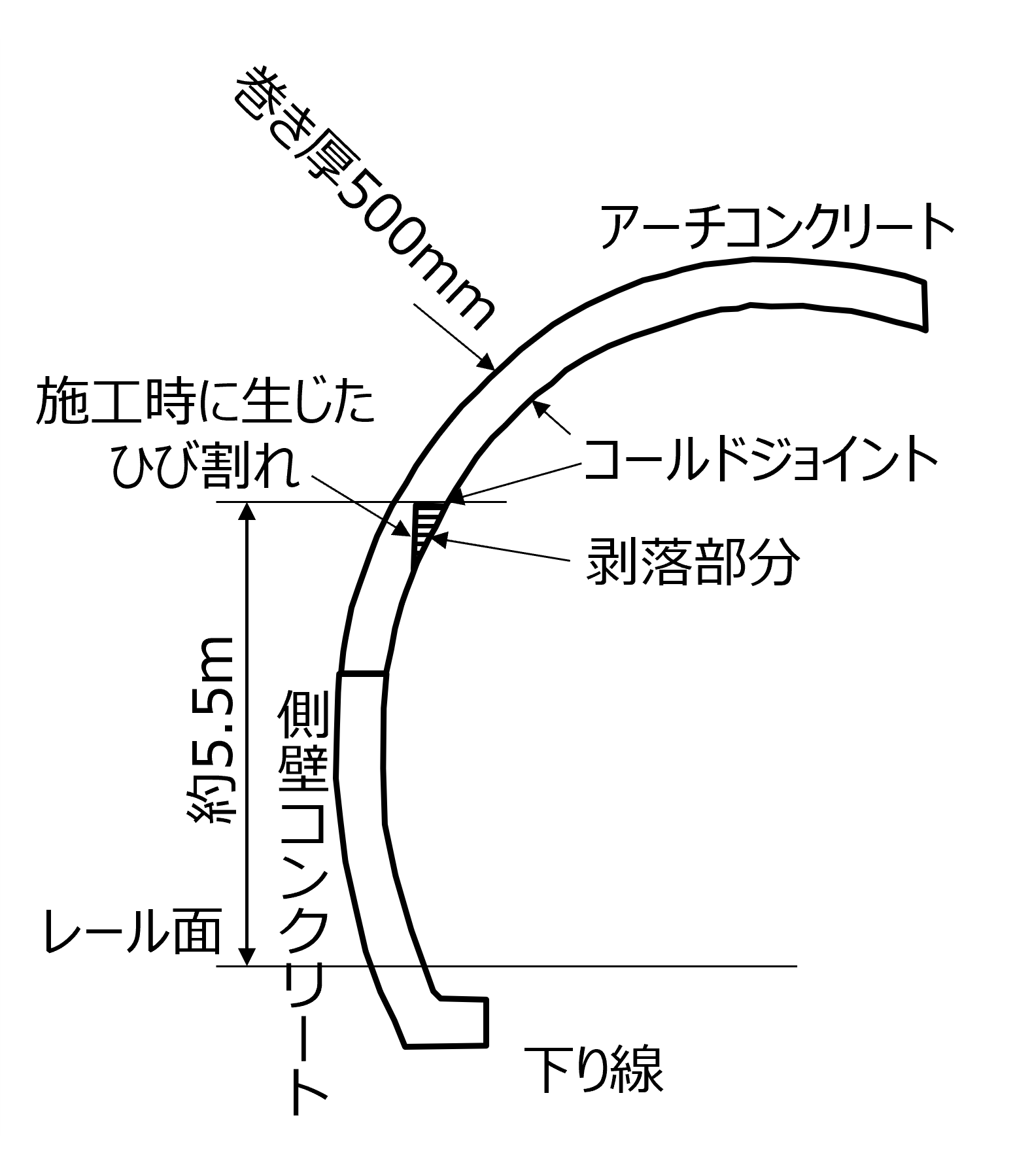
福岡トンネルコンクリート落下事故の剥落部分

1999年（平成11年）6月27日9時24分ごろ、福岡トンネル内において停電が発生し、新大阪発博多行き「ひかり351号」（0系12両編成、乗客約250人）がトンネルを出たところで停車した。また、対向列車の「のぞみ12号」も異音検知と停電のため停車したが、約50分後に送電が復旧したため運転を再開した。「ひかり351号」について調査したところ、12号車のパンタグラフが損傷しており、応急措置を行ったうえで10時54分に徐行で博多駅へ向けて移動した。いったん運転再開したが、下り線架線の曲引金具が破損していることが判明したため、下り線は再度運転を見合わせたうえで補修工事を行い、13時30分に運転を再開した。上下12本が運休し、上下62本が最高3時間58分の遅れとなった。
当該車両の屋根上にコンクリート片が発見され、現地調査により下り線側のトンネル覆工の一部が剥離していることも判明し、剥離したコンクリートが落下していることも発見された。高さ5.5メートル付近のコンクリート（大きさ約2メートル×65センチメートル×40センチメートル、重さ約200キログラム）が剥離して落下し、時速約220キロメートルで走行中であった「ひかり351号」の屋根に直撃したことが判明した。コンクリートは、9号車の屋根を幅約1メートル、長さ約16メートルにわたって引き裂き、10号車のパンタグラフに衝突してがいし3個を破損、10号車の屋根をくぼませ、11号車の屋根に2メートルほどの傷をつけ、12号車のパンタグラフに激突して大破させた。また下り線の架線を引っ張って位置を調整している曲引金具2本を破損させ、1本は落下、もう1本は架線からぶら下がった状態となった。さらに対向列車の「のぞみ12号」でも、先頭車両の排障器にコンクリート塊が衝突し、「ひかり351号」の破損したパンタグラフの一部が主電動機の保護カバーに突き刺さっており、東京の車両基地で点検の際に発見された。コンクリート片は大きく3つに割れて発見された。現場は博多側坑口から2,035メートル地点であった。

## 原因
現場は建設時には西工区だった場所で、地質条件は良く、順調に施工された区間であった。落下したコンクリート塊は、レール面から約5.5メートルの高さにある、アーチコンクリートの肩の部分から落下していた。
コンクリート塊の剥離面は、水平な面と垂直な面の2面があり、トンネル内面と剥離面2面を合わせてコンクリート塊はおおむね三角形の断面をしていた。水平剥離面は、ほぼ白色で水平な凸凹の少ない平滑な面となっており、剥落しなかったトンネル側にも剥離面と連続するように同様の層が観察された。このことから、水平剥離面は建設時に連続したコンクリート打設が行われなかったことから発生したコールドジョイントであると推定され、建設時から存在していたものとされた。
壁や柱、橋脚などの大きな構造部分にコンクリートを打設する際には、層状に順次コンクリートを打設し、各層ができるだけ一体化するようにしなければならない。前層を打設してから打設が長時間中断されると、前の層のコンクリートが硬化し、新たに打設したコンクリートと十分一体化せずに欠陥部となることがある。この境界面がコールドジョイントである。実際にコールドジョイントを発生させて曲げ強度試験をおこなった実験によれば、打設の中断時間が7時間の条件で、打ち継ぎがない完全に一体のコンクリートに比べて約40 - 50パーセント程度の曲げ強度となっていた。
福岡トンネルの工事では、日本の建設ラッシュの時代に重なり九州自動車道も建設されていたことから、建設資材も建設技術者も不足気味であった。さらに破砕帯に直面して工事が困難を極めるなどの事態がありながら、開通予定日に工期が制約されて厳しい工程を迫られた。この結果1日の工事必要量が増加し、西工区では1972年（昭和47年）4月から6か月の間はアーチコンクリートを同時に2か所で施工する突貫工事となっていた。落下事故を起こした区間もこの2か所同時施工時期の施工であった。2か所同時施工により、コンクリートの必要供給量が増大するが、トンネル坑口付近に設けたコンクリートプラントは当時の社会的情勢などから増設されず、外部から生コンクリートを購入するといった策も取れなかった。この結果、コンクリート打設量が供給量を上回って、本来連続的に行われるべき打設作業が中断し、コールドジョイントの形成に影響したものと推定された。
一方、垂直剥離面はベージュ色の部分が大半を占めるが、灰色を呈する部分もあった。これは事故のかなり以前からこの面が空気と接触して中性化が進行していたことを示すもので、かなり古い時代に発生したものとされた。これに対しトンネル背面からの湧水はなく、コンクリートは乾燥状態で、水による劣化は発生していなかったとされた。剥離したコンクリート塊から採取したコンクリートコアの圧縮強度試験では、いずれも280 kgf/cm2程度あり、設計基準強度の160 kgf/cm2を上回っていた。また塩化物イオン量も少なく、アルカリ骨材反応によるコンクリートの膨張圧も測定されていないことから、コンクリートそのものの材料的原因ではないとされた。
推定された剥離面の形成原因は、施工時に生じた初期欠陥によるものである。アーチコンクリートの下部が先に打設された後、上部を打設する際にコンクリートの自重により型枠が変形・沈下し、まだ強度発現が十分でなかったアーチコンクリート下部のコンクリートを引っ張る応力が発生して、ひび割れを発生させたものと推定された。また型枠の取り外し時期が早かったために、取り外す際の応力によっても微細なひび割れが発生したと推定された。この微細なひび割れが、開通後の列車通過による振動や空気圧変動の繰り返しにより次第に大きなひび割れへと成長し、最終的に列車の通過が引き金となってコンクリートが剥落したと推定された。
事故原因となったコールドジョイントは、他の新幹線路線に比べて山陽新幹線に特に多く存在する。その要因として、久保村圭助（元広島新幹線工事局長）は著書において、
- トンネル施工距離の大幅な長大化
- 同時期に東北、上越新幹線の建設工事に着手したことなどによる熟練工の不足
- 国鉄の設定した短い工期が重なったことによる施工品質の低下（著書において、このような状態を"早かろう悪かろう"と表現している）

を指摘している。

## 北九州トンネルにおける側壁突起部崩落
福岡トンネルでの事故後、JR西日本はコールドジョイントに着目したトンネル点検を山陽新幹線のすべてのトンネルに対して実施し、8月に安全宣言を出した。しかし同年10月9日に同じく小倉 - 博多間の北九州トンネルで始発前点検を行った際、側壁部から約226キログラムのコンクリート塊が5つに分かれて下り線線路わきに落下しているのが発見された。これによりトンネル点検が終了するまで約10時間にわたって運転を見合わせることになった。上下線129本が運休し、約62,000人の足に影響が出た。
現場は小倉側入口から約4.6キロメートルの地点で、落下した部分は打ち込み口と呼ばれる、アーチコンクリートと側壁コンクリートの境目で、レール面からの高さが約3.4メートルの位置にある。この区間はトンネル上半部のアーチコンクリートを先に打設した後、下部の側壁コンクリートを打設する工法で建設されたが、側壁コンクリートの上端をアーチコンクリート下端に密着させるのが難しく、隙間ができやすいことから、トンネル内に張り出した打ち込み口を設けることでアーチ下端まで一体的に打ちあがるように工夫をしたものであった。結果的にこの突起部が弱点となった。福岡トンネルの事故後の点検ではコールドジョイントに着目していたことから、この打ち込み口は点検対象外であった。山陽新幹線の建設より後に普及した新オーストリアトンネル工法 (NATM) では、全断面の覆工を1回で打ち上げるのが一般的であるため、このような打ち込み口は設けられない。
推定された原因としては、早い段階で突起部と側壁本体の間に不連続面が発生し、漏水が側壁を伝ってこの不連続面に浸透して、時間の経過とともに劣化が進み不連続面が拡大して、自重で突起部が剥落した、というものである。落下したコンクリート塊から採取されたコアの圧縮強度は設計強度を上回っていた。
同種の打ち込み口がある広島 - 博多間のトンネルでは、ハンマーでコンクリートを叩く打音検査を実施して、異音がある部分については叩き落とす処置を取った。

## トンネル安全総点検
JR西日本は同年10月25日から12月15日まで52日間にわたり、山陽新幹線の全142トンネル（総延長280.495キロメートル、面積約590万平方メートル）を対象としてトンネル安全総点検を実施した。途中11月8日からは、作業量を多く見込まれた広島 - 博多間で運転終了直前の一部列車を運休して点検時間を拡大しており、山陽新幹線で点検のために列車を運休するのは開業以来初めてのことであった。総点検に伴う運休（部分運休を含む）はのべ380本、影響人員はのべ57,000人、運休に伴う在来線を含めた臨時列車設定本数はのべ190本、臨時列車の利用者数はのべ15,200人であった。
総点検では、すべてのトンネル覆工に対する打音検査を行うとともに、後付けされている設備については固定状況の確認を行った。その上で必要な場合には除去等の対策を取った。アーチの目地になっている部分や接合部などは重点検査箇所として50センチメートル間隔で、それ以外の場所では1メートル間隔で打音検査を実施した。普段はトンネルなどの構造物検査は2年に1回の周期であり、主に目視で点検して必要に応じて打音検査を行っていたが、打音箇所の判定が個人の判断に依存していたため、この総点検では全面打音検査を実施した。この検査の時点では、コンクリート構造物の検査方法としては打音検査がもっとも汎用的で確実であるとされていた。
検査にあたっては、地上から届く範囲では直接、側壁部については壁に立てかけた架台に登って、そして上部についてはトンネル構造物作業車と呼ばれる自走式ブーム付き車両やトロッコ台車の上に足場を組んだものを用いて検査を実施した。JR西日本社員だけでは不足したことから、JR他社にも依頼し、OBやグループ会社、コンサルタント会社などからも応援を得て、のべ69,000人を投入、車両や機械はのべ9,800台を投入した。
打音検査の結果が「キンキン」という金属音に近い清音であれば健全であると判断され、総面積の約99.8パーセントがこの区分とされた。清音でなかった場所は9,690.2平方メートルで全体の約0.2パーセントであった。この箇所については、ハンマー打撃で叩き落とせる部分については叩き落とし、叩き落とせなかった部分については鋼板などで補修したり、個別監視措置を取ったりした。
また北九州トンネルの事故で崩落した打ち込み口については、7トンネルで総延長約37.3キロメートルあったが、電動ピックにより振動を与えて撤去を行った。これにより約8.2キロメートルが撤去されたが、振動を与えても落ちなかった部分は側壁と十分一体化していて問題ないと判断され、約29.1キロメートルが存置とされた。しかし漏水が影響するとされた約5.7キロメートルについては後日撤去とされた。
| 検査結果 | 箇所数 | 面積(m2) | 区分                   | 箇所数 | 面積(m2) | 措置                         |
| -------- | ------ | -------- | ---------------------- | ------ | -------- | ---------------------------- |
| 清音     | -      | 約590万  | -                      | -      | -        | 問題なし                     |
| 濁音     | 5,790  | 1,930.4  | ハンマー打撃で落ちない | 4,525  | 1,378.4  | サンプリングによる安全性確認 |
| 濁音     | 5,790  | 1,930.4  | 重点クラック           | 283    | 212.2    | 鋼板などによる補修           |
| 濁音     | 5,790  | 1,930.4  | その他クラック         | 982    | 339.8    | 個別監視                     |
| 軽音     | 34,006 | 7,118.8  | ハンマー打撃で落ちない | 23,801 | 5,261.9  | サンプリングによる安全性確認 |
| 軽音     | 34,006 | 7,118.8  | ハンマー打撃で落ちる   | 10,205 | 1,856.9  | 叩き落とし                   |
| ジャンカ | 1,342  | 641.9    | ハンマー打撃で落ちない | 178    | 195.3    | 鋼板などによる補修           |
| ジャンカ | 1,342  | 641.9    | ハンマー打撃で落ちる   | 1,164  | 445.7    | 叩き落とし                   |
| 変状     | 74     | 72.8     | -                      | -      | -        | 個別監視                     |

この検査の結果を受けて、運輸省により12月17日に安全が宣言された。

## その後の長期的対策

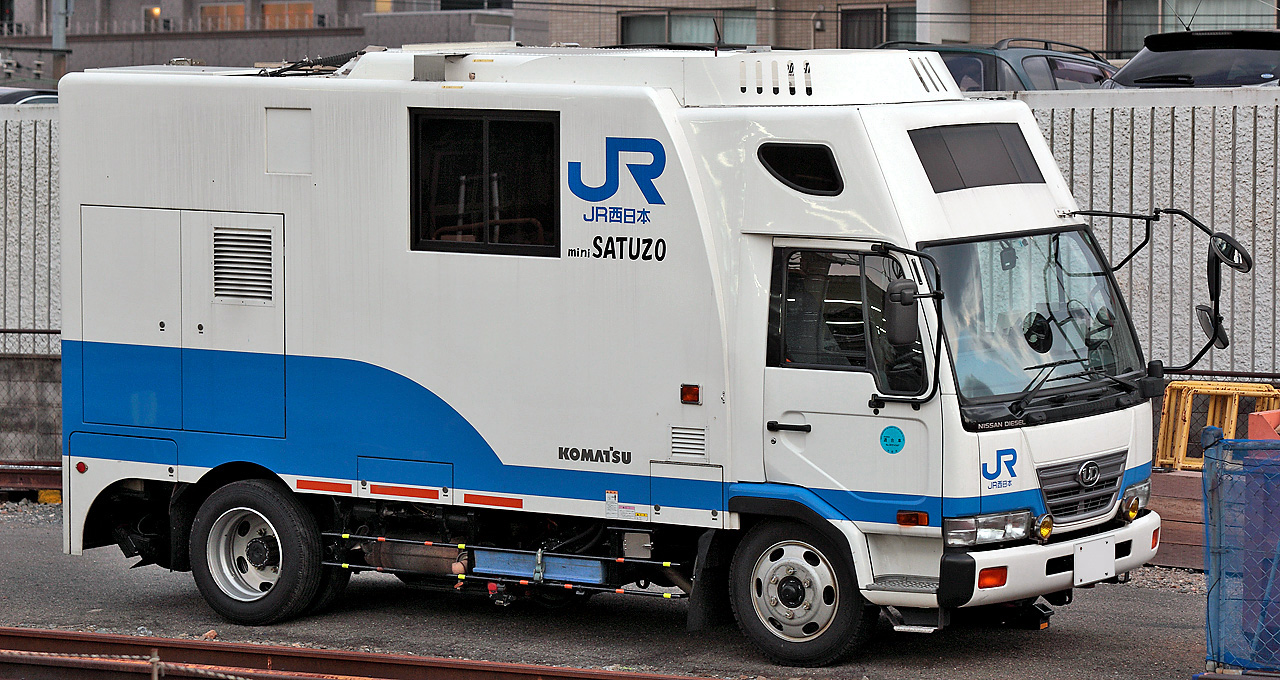
事故をきっかけに導入された
トンネル覆工表面撮影システム（写真は在来線用mini SATUZO）

運輸省では今回のトンネルの問題を受けて、専門家による「トンネル安全問題検討会」を開始した。この検討会において、剥落に加えて外力、劣化、漏水などによる機能障害による変状にも対応した、トンネル覆工の検査および判定方法がまとめられ、2000年（平成12年）2月に「トンネル保守管理マニュアル」として通達された。これを受けてJR西日本では5月に「トンネル保守管理の手引き」を策定し、以降のトンネル維持管理に役立てられることになった。
総点検で得られた変状の展開図など、膨大な検査データを散逸させずに管理し、設備諸元や検査データ、補修履歴などを一元管理するために地理情報システム (GIS) を利用したトンネル保守管理システムが2000年（平成12年）度に開発され、2002年（平成14年）度にかけて整備された。このシステムは、トンネル保守管理システムTuMaS (Tunnel Maintenance System) と称し、その後の改修によりネットワーク化され、検査周期の管理やトンネル路盤の管理などにも対応するようになっている。
トンネル検査の機動性を高めて効率的に作業するために、2001年（平成13年）度から2005年（平成17年）度にかけて、計6台の新幹線トンネル検査車を導入した。トンネルアーチ部の随所にアプローチできるブームバケットや、アーチ部や側壁部の検査を行える検査台を備え、バケット内や検査台上から油圧による検査車の走行、ブームの伸縮などを行える。
また、トンネル検査の正確性と効率性の向上を目的に、トンネル覆工表面を連続的に撮影可能なトンネル覆工表面撮影システムSATUZO (System for Automatic inspection of TUnnel surface ZOne) を開発し、2002年（平成14年）度から新幹線で、2005年（平成17年）度から在来線で運用を開始した。覆工コンクリートにレーザー光線を当ててその反射の濃淡を検出して変状を把握するもので、精密撮影モードであれば2.8 km/hで撮影してひび割れ幅0.5ミリメートルを検出できる。検査結果を画像で出力するとともに、画像処理によりひび割れの位置、幅、長さなどを詳細に特定することもでき、TuMaSと連携させて管理することができる。
トンネル安全総点検の際に鋼板を巻いて対策した箇所は、その後の腐食進行で機能低下が懸念される。そこで恒久的な対策として、高密度ポリエチレン繊維一体型光硬化樹脂接着シートを開発し、2005年（平成17年）度から導入した。工場で繊維シートを樹脂で挟み込んで一体化したものを用意しておき、現場で覆工面に接着して紫外線を20分以上照射させることで硬化・接着するものである。また鉄筋コンクリートで覆工した区間では、コンクリートの中性化による鉄筋腐食が発生して覆工が浮いてくることがあり、浮いた部分をはつり落とすと鉄筋がむき出しとなり、さらに腐食が進行して周辺にも変状が拡大する恐れがあった。そこで繊維強化プラスチック (FRP) を使って鉄筋コンクリート覆工のアーチ部を完全に覆う対策が考案され、施工されている。

## その他
- 被害に遭った車両は0系であるが、屋根と天井の間に空調設備があり、これが緩衝材となったため、客室内に影響が及ばなかった。より新型の車両（300系以降の車両）では空調設備が床下にあることから、客室内に被害が出た可能性があった[12][58]。
- 作家の筒井康隆はこの事故に関して、当時『噂の眞相』で連載していたエッセイ『狂犬樓の逆襲』でJR西日本の幹部を批判している[59]。
- 姜尚中は、（2004年から数えて）この10年あまりの間で日本社会の安定した豊かさやセーフティネットが壊れ、日本国民が「在日化」していく象徴的な出来事としてこれを挙げている[60]。